# 住友セメント事件
住友セメント事件（すみともセメントじけん）は、1960年代の日本で、企業における女性の結婚退職制の適法性が争われた民事訴訟事件。女性職員のみに結婚退職制が存在することが違法であるかどうかが裁判で問われた結果、それが性差別に当たると判決にて示された。「結婚退職制訴訟」とも呼ばれる。

## 概要
1960年（昭和35年）、原告女性は女性職員を募集していた被告会社（住友セメント、現:住友大阪セメント）に応募し、口述試験の際に会社幹部から女性職員結婚退職制があることを聞かされたが、「給料がいいので転職したい。結婚まで働きたい」と答え、採用された。
当初、会社側には女性職員結婚退職制はなかったが、1958年（昭和33年）4月より入社する女性社員全員から「結婚退職」の念書を取ることになり、原告女性も念書を書いた。会社では、女性社員は各事業所による原則高卒採用で補助的事務のみに当たるとされ、結婚までの腰掛け的勤務とされて昇進できない一方で、男性社員は本社が大卒・高卒双方より採用するものとされ、業務計画立案など会社にとり重要な仕事を担当すると決められて、社員は男女で役割が分担されていた。
しかし、この念書は女性社員たちからの評判が悪かったため、労働組合が1963年（昭和38年）6月に団体交渉で会社側に念書の破棄を申し入れ、同年10月には女性社員全員が念書破棄の要望書を会社に提出した。原告女性は同年12月に結婚したが、その2ヶ月前に前述の結婚退職の念書破棄の要望書を会社に提出していたので、結婚しても退職の申し出をしなかった。
ところが翌1964年（昭和39年）3月、会社側は原告女性に解雇の通告をしてきたため、彼女は弁護士とも相談の上、会社を相手取って東京地方裁判所に雇用関係確認請求訴訟を起こした。
原告女性は、女性結婚退職制は結婚の自由と性別による差別待遇であり、日本国憲法第14条および民法第90条に違反して無効であると訴え、対する被告会社は「女性は結婚後は家庭本位になり、欠勤が増え、労働能率が低下する」として「企業の合理性の維持促進と言う業務上の必要性から正当な措置」と主張した。
1966年（昭和41年）12月20日に東京地裁（平賀健太裁判長）は、結婚により女性職員の仕事能率が低下するという会社側の主張について「その低下の程度が同一の条件のもとで男性よりも著しいこと、その原因は少なくとも使用者側及び国家社会の側に無く、専ら女子労働者の結婚という事実のみに存することを立証すべきであるが、それに認めるに足る証拠はなく、女性労働者のみにつき結婚したからといって労働能率が当然に低下するとは推認できない」として退け、「女性結婚退職制は女性労働者の結婚の自由を制限するもので性別による差別待遇にあたり無効」とする判断を下し、原告女性が会社に対し雇用契約上の権利があることを確認し、被告会社に未払い賃金の支払いを命じる判決を言い渡した。
被告会社は控訴するも、1968年（昭和43年）8月8日には女性結婚退職者制を廃止することを含めた和解が成立した。

## その後
事件後の1986年（昭和61年）に施行された男女雇用機会均等法では、女性結婚退職者制の禁止が定められた。